# Дьоміна Катерина Ілларіонівна
Катерина Іларіонівна Дьоміна (уроджена Михайлова) (нар. 22 грудня 1925, Ленінград, Російська РФСР, СРСР — пом. 24 червня 2019, Москва, Росія) — колишня санінструкторка 369-го окремого батальйону морської піхоти і старша санінструкторка зведеної роти Берегового загону супроводу Дунайської військової флотилії; одна з небагатьох жінок, які служили в розвідці морської піхоти. Герой Радянського Союзу.

## Біографія

### Ранні роки
Народилася 1925 року в місті Ленінград. Батько був військовим, мати працювала лікарем. Втративши в ранньому віці обох батьків, виховувалася в дитячому будинку, після чого жила у своєї старшої сестри, лікаря, за адресою Вулиця 3-го липня, будинок № 43.
До літа 1941 році закінчила 9-ть класів і пришкільні курси медсестер Російського товариства Червоного Хреста. На період літніх шкільних канікул вирушила до старшого брата до Берестя, де той служив льотчиком на кордоні. Провівши кілька днів у Москві, 21 червня Михайлова сіла на поїзд, що прямував до Берестя. Наступного ранку під Смоленськом він потрапив під бомбардування. Повернувшись пішки в Смоленськ, вона вирушила в міськвійськкомат і попросила відправити її на фронт медсестрою. Воєнком відмовив, тоді вона вирушила у місцевий військовий госпіталь, де почала працювати добровольцем, а коли фронт наблизився і госпіталь розбомбили, прийшла в стрілецьку частина, що зайняла оборону під Смоленськом.

### У роки німецько-радянської війни
Учасниця німецько-радянської війни з 1941 року. У Червоній Армії з червня 1941 року. Оскільки документи, що посвідчують її особу та вік (такі як комсомольський квиток) залишилися в блокадному Ленінграді, додала до свого 15-річного віку ще 3 (три) роки.
У боях під містом Гжатськ (з 1968 року — Гагарін) Смоленській області 13 вересня 1941 року отримала важке поранення в ногу. Була евакуйована в тил. Лікувалася в госпіталях на Уралі і в Баку. Після одужання, Катерина Іларіонівна, з дитинства мріяла про море, попросила воєнкома бакинського військкомату відправити її на флот. На цей момент у неї вже були нові документи з виправленим віком, тому зауважень не виникло. З січня 1942 року служила на військово-санітарному судні «Червона Москва», який переправляв поранених із Сталінграда, по Волзі через Каспійське море, до Красноводська. Там їй було присвоєно звання головного старшини, а за зразкову службу вручено знак «Відмінник Військово-Морського Флоту».
Втім, служба на санітарному транспорті обтяжувала Михайлову і після завершення Сталінградської битви вона подала прохання про зарахування санітарним інструктором в 369-й окремий батальйон морської піхоти, який формувався в лютому 1943 року з добровольців в Баку. Комбат спочатку відповів категоричною відмовою, тоді Михайлова написала лист про зарахування в батальйон на ім'я радянського уряду.
З Москви на запит прийшла позитивна відповідь, таким чином Катерина Іларіонівна стала морським десантником. Батальйон входив до складу Азовської, а потім Дунайської військових флотилій. З цим батальйоном Михайлова з боями пройшла по водах і берегах Кавказу і Криму, Азовського і Чорного морів, Дністра і Дунаю, з визвольною місією — по землі Румунії, Болгарії, Угорщини, Югославії, Чехословаччини та Австрії. Разом з бійцями батальйону вступала в бій, відбивала контратаки ворога, виносила з поля бою поранених, надавала їм першу допомогу. Тричі була поранена. В ході перших же операцій проявилися найкращі бойові якості дівчани: витривалість, безстрашність, самовідданість.
За свої дії в ході Темрюцької десантної операції була представлена командиром 369-го обмп майором Сударіковим до ордена Червоної Зірки, але нагороджена медаллю «За відвагу»: головний старшина Михайлова, будучи контуженою, надавала медичну допомогу 17 пораненим бійцям і евакуювала їх у тил зі зброєю під сильним вогнем противника. Наприкінці січня 1944 року старшина брала участь у десанті у Керченському порту, мужньо проявила себе у вуличних боях, перев'язала 85 поранених солдатів і офіцерів, винесла з поля бою 13 тяжкопоранених, за що була нагороджена орденом Вітчизняної війни 2-го ступеня.
Після звільнення Криму батальйон був перекинутий під Одесу і включений до складу Дунайської військової флотилії. Першою бойовою операцією нового об'єднання стало звільнення Аккермана наприкінці серпня 1944 року.
В ніч з 21 на 22 серпня 1944 року санінструктор Михайлова брала участь у форсуванні Дністровського лиману. В складі десанту 369-го обмп Дунайської військової флотилії однією з перших досягла берега, чіпляючись за коріння і гілки прибережних чагарників, видерлася на п'ятиметровий гребінь урвистого берега річки, допомагала піднятися наверх іншим десантникам і важкий кулемет. За час бою надала першу допомогу сімнадцяти важкопораненим червонофлотцям (включаючи порятунок з води тяжкопораненого начальника штабу загону), приборкала вогонь станкового кулемета, закидала гранатами дзот, знищила два десятки солдатів противника, 9 гітлерівців взяла в полон. Вранці Акерман був узятий. За прояв виняткової відваги було представлено до звання Героя Радянського Союзу, але нагороджена орденом Червоного Прапора.
Через місяць старший санінструктор зведеної роти Берегового загону супроводу Дунайської військової флотилії головний старшина Михайлова взяла участь у десантної операції по захопленню порту Прахово, а 4 грудня 1944 року знову стала прикладом героїзму при взятті фортеці Ілок в Югославії. В рамках запобіжних заходів щодо недопущення перекидання сил противника в район проведення Будапештської стратегічної наступальної операції передбачалося нанесення удару по придунайських населених пунктах Опатовац та Ілок. Обидва міста потрібно було брати з суші, тактичним десантам відводилася відволікаюча роль. Особливо важко довелося десантникам в боях за Ілок, до розвідувальної групи входили 52 людини, включаючи головну старшину Михайлову.
У ніч десантування з'ясувалося, що через розлив річки затопленими виявилися низовинні береги і невеликий острівець поблизу фортеці, місце висадки морських піхотинців. Після початку бою гітлерівці, усвідомивши, що сили червонофлотців невеликі, зробили спробу скинути їх у Дунай. Десант бився по шию в крижаній воді. Атака 52-ї стрілецької дивізії на Ілок на суші затримувалася і через дві години бою з півсотні десантників, що зайняли кругову оборону на острові, в строю залишилися тільки 13, і всі вони були поранені. Сама будучи тяжко пораненою, Михайлова продовжувала надавати медичну допомогу тонувшим пораненим бійцям і, рятуючи їхні життя, прив'язувала їх поясними ременями до прибережних напівзатоплених дерев і очерету. А коли наближалися до острова ворожі шлюпки, сама бралась за автомат і відбивав атаку. Особисто з автомата вбила 5 ворожих солдатів.
Моряки виконали своє завдання, противник відтягнув великі сили на придушення десанту і, коли атака радянсько-югославських військ почалася, не зміг утримати Ілок. До кінця битви тільки семеро воїнів були боєздатні. Поранену, ослаблу від втрати крові і запалення легенів, майже в безнадійному стані Михайлову переправили в госпіталь. 9 грудня керівництвом Берегового загону супроводу головна старшина була повторно представлено до звання Героя Радянського Союзу, командувач Дунайської військової флотилії, віце-адмірал Горшков погодив це нагородження, тим більше, що в нагородному листі перераховувалися не тільки обставини бою за Ілок, але також відзначався героїзм дівчини в боях за Прахово і при форсуванні Дністровського лиману. Тим не менш у нагородному відділі визнали опис подвигів неправдоподібним й повернули назад представлення до нагороди в штаб флотилії. В результаті, новий командувач флотилії контр-адмірал Холостяков зміг нагородити Михайлову тільки другим орденом Червоного Прапора Наказ був підписаний 8 березня 1945 року.
До цього часу головна старшина, ледь оговтавшись від хвороби і поранення, втекла з тилового госпіталю в Ізмаїлі на фронт. Свій батальйон вона наздогнала під Комарно. У його складі продовжила брати участь в операціях, останньою з яких став десант на Імперський міст у Відні. Тут же вона відсвяткувала Перемогу 9 травня 1945 року.
Таким чином, до звання Героя Радянського Союзу главстаршина Михайлова представлялася двічі, у серпні та грудні 1944 року, але удостоєна його лише указом Президента СРСР від 5 травня 1990 року, з врученням ордена Леніна і медалі «Золота Зірка» (№ 11 608).
Демобілізована в листопаді 1945 року.

### Післявоєнний час

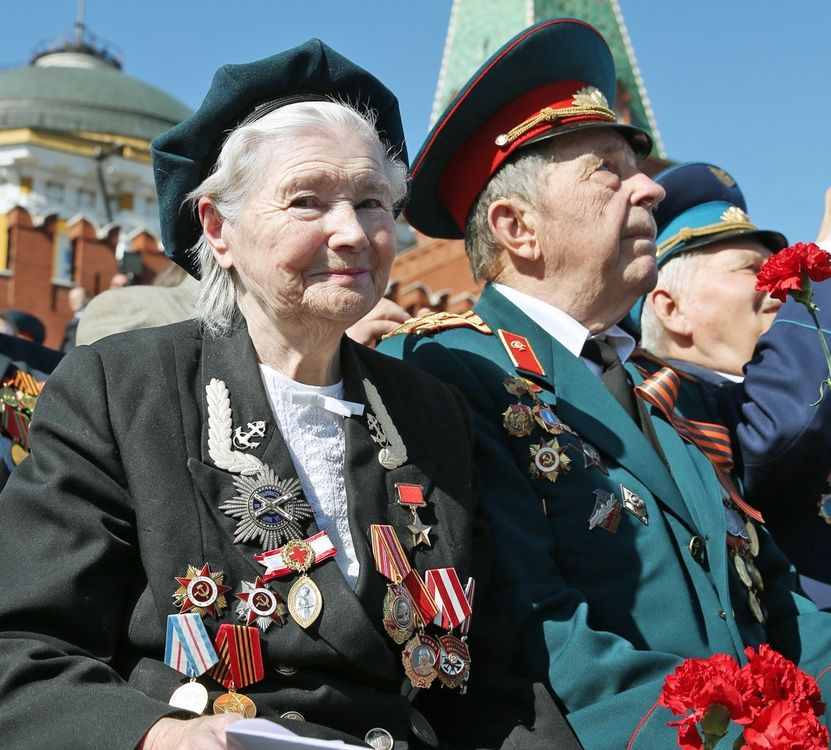
Катерина Іларіонівна на параді Перемоги 9 травня 2013 року.

У 1950 році закінчила Ленінградський санітарно-гігієнічний інститут імені Мечникова. Працювала лікарем в місті Електросталь Московської області, де вийшла заміж і отримала прізвище чоловіка, Дьоміна. З 1976 року і до виходу на заслужений відпочинок у 1986 році працювала в Москві.
Проживала у Москві. Була членом Російського комітету ветеранів війни, Всеросійської ради ветеранів війни і праці.
У 1964 році про Катерину Ілларіонівну режисер Віктор Лісакович зняв документальний фільм «Катюша» (за сценарієм Сергія Смирнова). Фільму був присуджений приз «Золотий голуб миру» на Міжнародному кінофестивалі в Лейпцигу. У 2008 році був знятий документальний фільм «Катюша велика і маленька» (автори фільму Ткачов і Фірсова), який відновлює події 1964 року, коли знімали перший документальний фільм про Дьоміну.
З 27 січня 2017 року до дня смерті у червні 2019 року була єдиною живою жінкою, учасницею німецько-радянської війни, яка була удостоєна звання Героя Радянського Союзу.
Пішла з життя 24 червня 2019 року в Москві в колі сім'ї. Поховали на Троєкуровському кладовищі в Москві (дільниця № 26)

## Адреси в Росії
- Москва, вулиця Кулакова, буд. № 27

## Нагороди
- Герой Радянського Союзу, указ Президента СРСР від 05.05.1990:
  - орден Леніна (05.05.1990),
  - медаль «Золота Зірка» (№ 11608);
- два ордени Червоного Прапора (27.09.1944[2]., 08.03.1945[8]);
- орден Вітчизняної війни 1-го ступеня (11.03.1985);
- орден Вітчизняної війни 2-го ступеня (15.02.1944)[6];
- медалі, в тому числі:
- «За відвагу» (31.10.1943)[3];
- «За оборону Кавказу»[9];
- «За перемогу над Німеччиною у Великій Вітчизняній війні 1941—1945 рр.»;
- «За взяття Будапешта»;
- «За взяття Відня»;
- «За визволення Белграда»;
- «Ветеран праці»;
  - медаль «Флоренс Найтінгейл» Міжнародного руху Червоного Хреста і Червоного Півмісяця (1979)[10].